# NRS (物流)

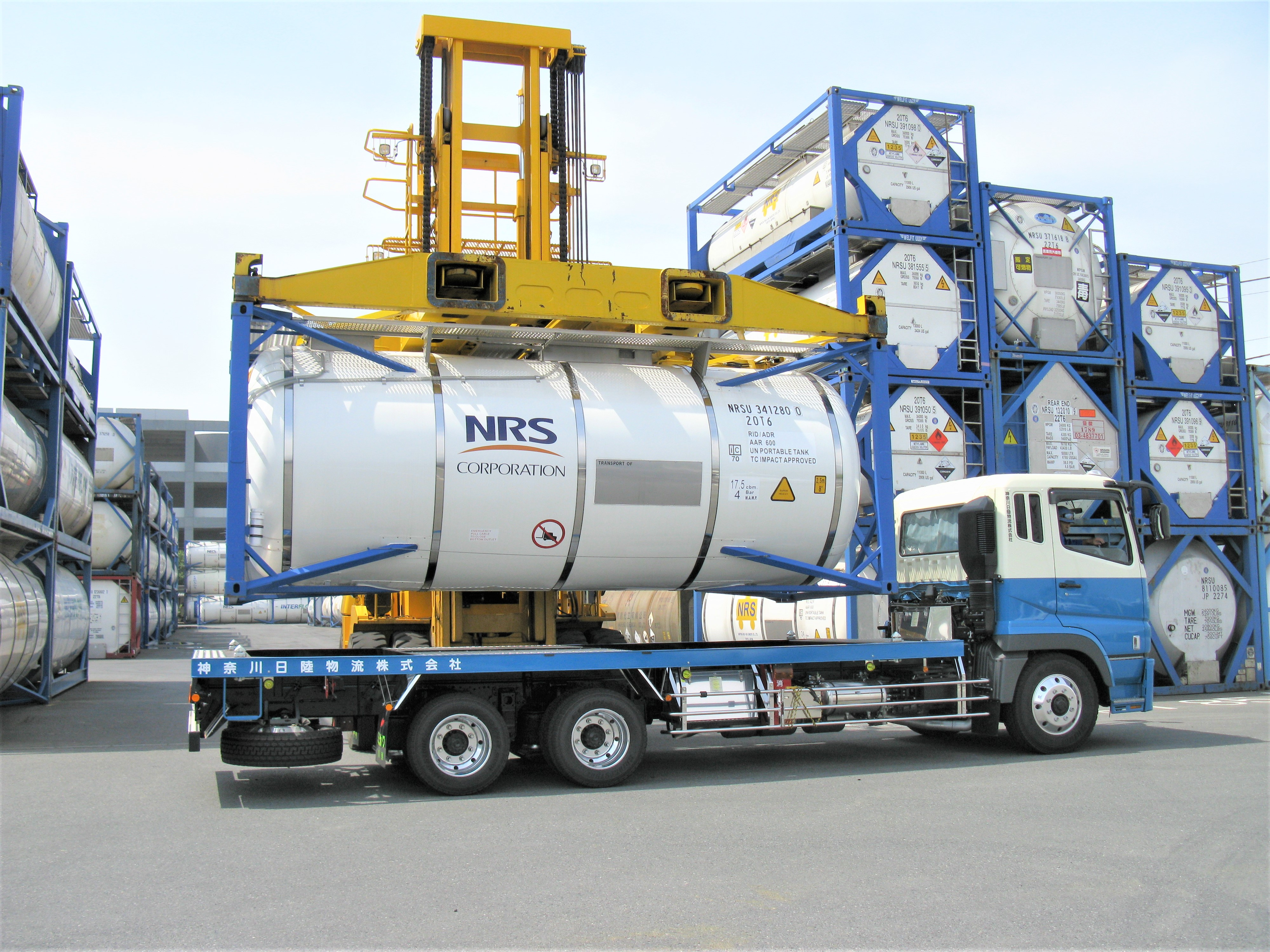
NRSが所有するタンクコンテナ（写真はデポでの作業の様子）

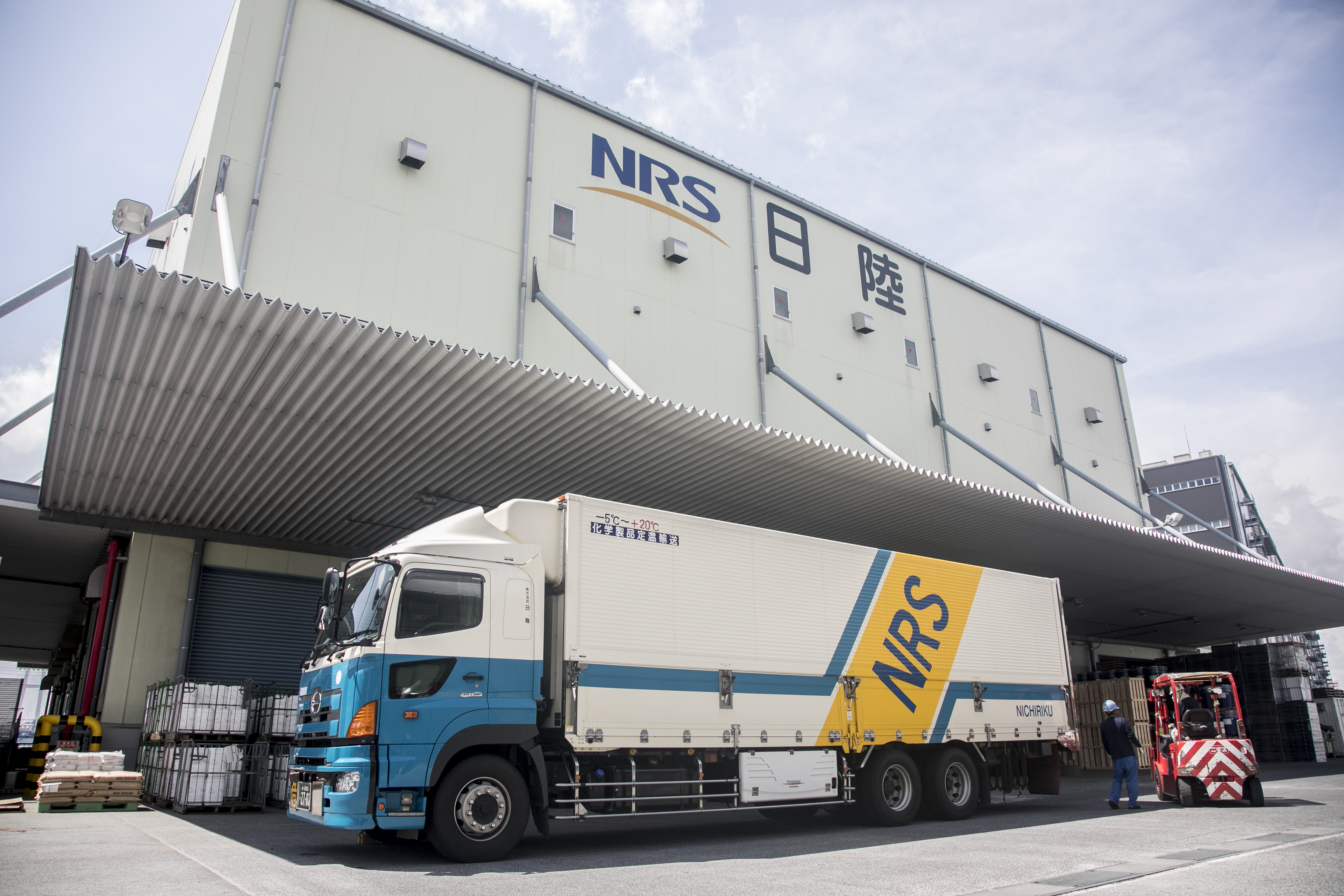
横浜物流センター

NRS株式会社（英文社名：NRS CORPORATION　旧：日陸）は、タンクコンテナ・タンク車のリース・レンタル・販売を中心とし、危険物輸送、国際輸送、倉庫業などを手がける企業である。
2008年（平成20年）1月、それまでの社名「日本陸運産業株式会社」から「株式会社日陸」へ、2022年（令和4年）10月1日に現社名に変更した。

## 主要拠点
- 本社
  - 東京都千代田区神田錦町三丁目7番地1
- 事業所
  - 東京貨物ターミナル - 東京都品川区
  - 千葉事業所 - 千葉県市原市
  - 川崎事業所 - 神奈川県川崎市川崎区
  - 群馬事業所 - 群馬県佐波郡玉村町
  - 新潟事業所 - 新潟県北蒲原郡聖籠町
  - 名古屋事業所 - 愛知県名古屋市港区
  - 大阪事業所 - 大阪府高石市
  - 神戸事業所 - 兵庫県神戸市中央区
  - 北九州事業所 - 福岡県北九州市小倉北区
- 物流センター（危険物倉庫・冷蔵倉庫）
  - 千葉物流センター - 千葉県市原市
  - 千葉物流センター袖ヶ浦倉庫 - 千葉県袖ケ浦市
  - 土気流通センター - 千葉県千葉市緑区
  - 横浜物流センター - 神奈川県横浜市鶴見区
  - 群馬物流センター - 群馬県邑楽郡千代田町
  - 中部物流センター - 愛知県弥富市
  - 中部物流センター東海倉庫 - 愛知県東海市
  - 大阪物流センター - 大阪府高石市
  - 九州物流センター - 佐賀県神埼郡吉野ヶ里町
- コンテナデポ・油槽所（薬品油槽所）
  - 川崎ConTech（インターテック川崎デポから名称変更） - 神奈川県川崎市川崎区
  - 神戸ConTech（インターテック神戸デポから名称変更） - 兵庫県神戸市中央区
  - 周南ConTech（インターテック周南デポから名称変更） - 山口県周南市
  - 高石ケミポート（高砂油槽所から名称変更） - 大阪府高石市
  - 高石ケミカル株式会社 - 大阪府高石市
  - 東京液体化成品センター川崎営業所 - 神奈川県川崎市川崎区
  - 東京液体化成品センター名古屋営業所 - 愛知県名古屋市港区
  - 名古屋ケミポート - 愛知県名古屋市港区
  - 川崎コンテナターミナル - 神奈川県川崎市川崎区
- 総合物流拠点
  - 熊本支店 - 熊本県菊池郡大津町

## 沿革
- 1946年（昭和21年）12月13日 - 日本陸運産業株式会社設立。
- 2008年（平成20年）1月1日 - 株式会社日陸に社名変更。
- 2010年（平成22年）2月22日 - 千代田区六番町より神田錦町に移転。
- 2012年（平成24年）2月 - 横浜市鶴見区大黒町に横浜物流センターを開業。
- 2017年（平成29年）3月 - 台湾台北市に支店を開設。
- 2018年（平成30年）2月 - 愛知県弥富市に中部物流センターを開業。
- 2018年（平成30年）10月 - ベトナム社会主義共和国に現地法人を開設。
- 2020年（令和2年）6月 - 千葉県千葉市に土気流通センターを開業。
- 2021年（令和3年）1月 - 山口県周南市にインターテック周南デポを開設。
- 2022年（令和3年）5月 - ドイツ・デュッセルドルフ駐在員事務所開設。
- 2022年 (令和4年)10月1日 - NRS株式会社に社名変更。

## 関係会社
- 株式会社NRSバリュークリエイト
- 日陸整備株式会社
- 株式会社日陸（鉱産通商株式会社から社名変更した)
- NRS物流株式会社（日陸物流株式会社から社名変更した）
- NRSエアロジスティクス株式会社（NRSライザエクスプレス株式会社から社名変更した）
- NRSオーシャンロジスティクスリミテッド（インターフロー（T.C.S）LTDから社名変更した）
- この他、中国、韓国、アメリカ、イギリス、オランダ、フランス、ドイツ、シンガポール、タイ、台湾、ベトナムなどに拠点がある。